# Barrussus telescopus
Espèce
Barrussus telescopus est une espèce de solifuges de la famille des Karschiidae.

## Distribution
Cette espèce est endémique de la province de Niğde en Turquie.

## Publication originale
- Karataş & Uçak, 2013 : A new Barrussus Roewer, 1928 (Solifugae: Karschiidae) from southern Turkey. Turkish Journal of Zoology, vol. 37, no 5, p. 594-600.